# ATC (H)
Jest to część klasyfikacji anatomiczno-terapeutyczno-chemicznej:
- A – Przewód pokarmowy i metabolizm
- B – Krew i układ krwiotwórczy
- C – Układ sercowo-naczyniowy
- D – Dermatologia
- G – Układ moczowo-płciowy i hormony płciowe
- H – Leki hormonalne do stosowania wewnętrznego (bez hormonów płciowych)
- J – Leki stosowane w zakażeniach (przeciwinfekcyjne)
- L – Leki przeciwnowotworowe i immunomodulujące
- M – Układ mięśniowo-szkieletowy
- N – Ośrodkowy układ nerwowy
- P – Leki przeciwpasożytnicze, owadobójcze i repelenty
- R – Układ oddechowy
- S – Narządy wzroku i słuchu
- V – Różne (varia)

Obejmuje ona leki hormonalne do stosowania wewnętrznego bez hormonów płciowych:
- H – Leki hormonalne do stosowania wewnętrznego (bez hormonów płciowych)
  - H 01 – Hormony podwzgórza i przysadki mózgowej oraz ich analogi
  - H 02 – Kortykosteroidy do stosowania wewnętrznego
  - H 03 – Leki stosowane w chorobach tarczycy
  - H 04 – Hormony trzustki
  - H 05 – Leki wpływające na homeostazę wapnia

## H 01 –Hormony podwzgórza i przysadki mózgowej oraz ich analogi
- H 01 A – Hormony przedniego płata przysadki
  - H 01 AA – ACTH
  - H 01 AB – Tyrotropina
  - H 01 AC – Somatotropina (STH) i jej agonisty
  - H 01 AX – Inne hormony przedniego płata przysadki
- H 01 B – Hormony tylnego płata przysadki
  - H 01 BA – Wazopresyna i jej analogi
  - H 01 BB – Oksytocyna i jej analogi
- H 01 C – Hormony podwzgórza
  - H 01 CA – Hormony uwalniające gonadotropinę (GnRH)
  - H 01 CB – Hormony hamujące wzrost
  - H 01 CC – Antagonisty hormonów uwalniających gonadotropinę

## H 02 –Kortykosteroidy do stosowania wewnętrznego
- H 02 A – Kortykosteroidy do stosowania wewnętrznego
  - H 02 AA – Mineralokortykosteroidy
  - H 02 AB – Glikokortykosteroidy
- H 02 B – Kortykosteroidy do stosowania wewnętrznego w połączeniach
  - H 02 BX – Kortykosteroidy do stosowania wewnętrznego w połączeniach
- H 02 C – Antagonisty hormonów nadnerczy
  - H 02 CA – Antykortykosteroidy

## H 03 –Leki stosowane w chorobach tarczycy
- H 03 A – Preparaty stosowane w niedoczynności tarczycy
  - H 03 AA – Hormony tarczycy
- H 03 B – Preparaty stosowane w nadczynności tarczycy
  - H 03 BA – Pochodne tiouracylu
  - H 03 BB – Pochodne tioimidazolu
  - H 03 BC – Nadchlorany
  - H 03 BX – Inne
- H 03 C – Preparaty jodu
  - H 03 CA – Preparaty jodu

## H 04 –Hormony trzustki(Insulina patrzA 10 AA)
- H 04 A – Hormony glikogenolityczne
  - H 04 AA – Hormony glikogenolityczne

## H 05 –Leki wpływające na homeostazę wapnia
- H 05 A – Hormony przytarczyc i ich analogi
  - H 05 AA – Hormony przytarczyc i ich analogi
- H 05 B – Leki przeciwprzytarczycowe
  - H 05 BA – Preparaty kalcytoniny
  - H 05 BB – Inne